# Norsk Skogfinsk Museum
Norsk Skogfinsk Museum är ett museum i Svullrya i Grue Finnskog i Innlandet fylke i Norge, som är tillägnat skogsfinsk kultur.
Norsk Skogfinsk Museum grundades 2005 av Gruetunet Museum, Finnetunet, Austmarka Historielag och Åsnes Finnskog Historielag.  Museet har ansvar för byggnader och samlingar i delar av den norska Finnskogen och Solør.

## Verksamhet
- Utställningslokaler i Gamle skolen i Svullrya
- Finnetunet i Svullrya, ett friluftsmuseum från 1942 med ett finntorp. Byggnaderna har flyttats dit för att skapa ett enhetligt tun. På Finnetunet finns bland annat rökstuga, rökbastu, ria och smedja.
- Åsta Holth-museet i Svullrya
- Gruetunet öster om Kirkenær, ett friluftsmuseum från 1942 vid Forkerudstjernet som har 25 byggnader från 1750-1900. Svalgangsbygningen från omkring 1800 är ett byggnadsminne. Museet har också ansvar  för ytterligare 80 byggnader i trakten och i Grue finnskog, bland andra Abborhøgda och Furuberget.
- Finngården Orala ("Svartberget") vid Varaldsskogen, omkring 50 kilometer från Svullrya.[1] Orala var en gårdsbruk, som köptes av Norsk Skogfinsk Museum 2011. Det har 16 byggnader på tunet och förvaringshus för bland annat fiskenät vid Søndre Øiersjøen.
- Austmarka Historielag, som bildades 1977, disponerar över Austmarka Bygdetun och bedriver släktforskning och värnar om kulturminnen på Austmarka.
- Åsnes Finnskog Historielag, som bildades 1990, tillvaratar byggnader och material i Åsnes Finnskog. Föreningen har hand om Tyskeberget finnetorp och Faldaasen Skolemuseum.

## Ny museibyggnad
En internationell arkitekttävling för en ny museibyggnad utlystes 2017. Den vanns av arkitekterna Filip Lipinski, Jurás Lasovsky och Hanna Johansson med bas i Köpenhamn, med förslaget "Finnskogens hus". Det nya museet är planerat för en yta på 1.670 kvadratmeter i en första etapp, placerat vid Storbergsvegen, snett över floden Rotna från Finntunet.